# Faculté de théologie catholique de Paris
 (janvier 2017).
Si vous disposez d'ouvrages ou d'articles de référence ou si vous connaissez des sites web de qualité traitant du thème abordé ici, merci de compléter l'article en donnant les références utiles à sa vérifiabilité et en les liant à la section « Notes et références ».
La faculté de théologie de Paris est une des quatre facultés de l'ancienne Université de Paris. Fermée en 1793, elle renaît en 1808 comme faculté de théologie catholique de Paris au sein de l'Académie de Paris de l'Université de France. En 1877, fut créée également une faculté de théologie protestante à la suite de la perte de l'Alsace-Lorraine et de la faculté de théologie de Strasbourg. Elle est supprimée en 1885 et remplacée par une nouvelle section de l'École pratique des hautes études. Elle siégeait à la Sorbonne et c'est l'École nationale des chartes qui hérita de ses locaux. Une nouvelle faculté de théologie, appelée Theologicum, est créée en 1889 par le pape Léon XIII au sein de l'Université catholique de Paris pour remplacer la faculté de théologie catholique publique. Cette dernière faculté conserve jusqu'à aujourd'hui les traditions de la faculté de théologie de l'ancienne Sorbonne, fondée au XIIe siècle.

## La faculté de théologie de l'université de Paris duXIIIesiècleà 1793

### DuXIIIeauXVesiècle
En 1253 sur douze chaires que comportait la faculté de théologie, neuf étaient dans des couvents. De 1373 à 1398, 198 bacheliers reçurent la licence, dont 102 mendiants, 17 moines de l'ordre de Cîteaux et 47 séculiers. On distingue en effet dans la faculté de théologie les étudiants des couvents, ou collèges de réguliers, et les étudiants séculiers des collèges qui, au début du XIVe siècle étaient déjà 76.
Sur le modèle des Dominicains, en 1221 (collège des Dominicains), la plupart des ordres religieux fondèrent avant le XIVe siècle des couvents dans le quartier de l'Université. Ainsi furent fondés les couvents de Mineurs en 1230, des Prémontrés en 1252, des Bernardins en 1256, des Carmes en 1259, des Augustins en 1261, de l'ordre de Cluny en 1269. Chacun de ces couvents avait une chaire de théologie. Les Mathurins et l'ordre du Val des Écoliers avaient aussi, en 1253, des écoles de théologie. Les monastères de Saint-Denis et de Marmoutiers eurent également à Paris un couvent d'études, le premier en 1203 le second en 1329. Les plus importants de ces collèges de réguliers étaient ceux de Mendiants et des Bernardins.
Les couvents où l'on enseignait la philosophie (studia particularia) étaient d'abord distincts de ceux où l'on enseignait la théologie (studia generalia). Les studia particularia étaient situés en province. Le cours de logique durait trois ans, le cours de physique (naturalia) deux ans. Le corps enseignant était formé d'un lecteur et d'un répétiteur. Pour être admis dans un studium generale, il fallait avoir suivi en outre pendant deux ans un cours sur le Livre des sentences. Le corps enseignant des studia generalia de Paris était formé d'un à trois lecteurs principaux et d'autant de sous-lecteurs (ou cursor). Les lecteurs principaux étaient chargés de faire des leçons ordinaires sur les Sentences ou sur la Bible. Les sous-lecteurs étaient des bacheliers qui ne faisaient que des leçons extraordinaires. Chaque couvent comprenait en outre un maître des étudiants qui était chargé de la discipline. Les studia generalia formaient les futurs enseignants des studia generalia de province qui formaient eux-mêmes les enseignants des studia particularia.
De nombreuses communautés furent fondées à Paris pour l'entretien des étudiants séculiers grâce à la bienfaisance individuelle. Elles étaient cependant généralement mal administrées. La plupart des collèges contenaient deux communautés, une d'artiens et une de théologiens, moins nombreuse. Les collèges séculiers fondés entre 1250 et 1300 (collège de Sorbonne, collège du trésorier, collège des Cholets et collège de Tournai), sont exclusivement composés de théologiens. 138 bourses étaient réservées exclusivement à la théologie, 97 ayant été fondées avant 1305 et 36 avant 1300. La Nation de Normandie possédait 47 bourses et celle de Picardie 47. Les 20 bourses du collège de Navarre étaient en outre indivises entre toutes les provinces de France. Les deux autres Nations n'étaient pratiquement pas représentées dans le faculté de théologie.

### XVIIIesiècle
En 1769, la faculté de théologie ne comprend plus que deux collèges, le collège de Sorbonne et le collège de Navarre. Le collège de Sorbonne est habité par trente-cinq docteurs et il possède onze professeurs de théologie et une chaire d'hébreu fondée par le duc d'Orléans. Le collège de Navarre a quatre professeurs royaux de théologie,.

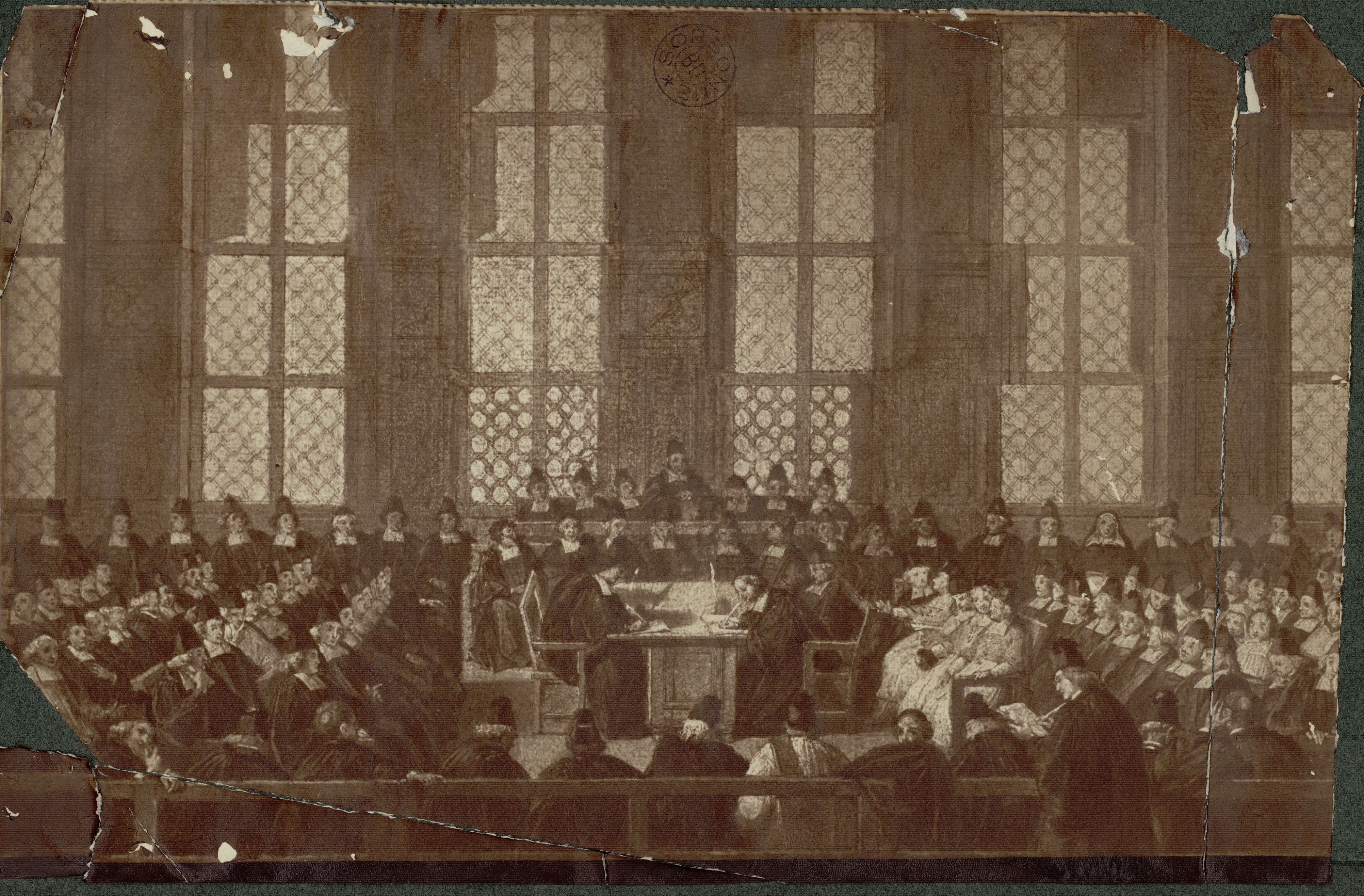
Nicolas-Etienne Edelinck (gravure), Nicolas Vleughels (illustration), La grande salle des Actes en Sorbonne un jour d'assemblée de la Faculté de théologie le 5 mars 1717, 19.. (Bibliothèque interuniversitaire de la Sorbonne, NuBIS).

### Les grades dans l'ancienne faculté de théologie de Paris
D'après l'Encyclopédie de Diderot et d'Alembert
« À Paris, pour passer bachelier en théologie, il faut avoir étudié deux ans en Philosophie, trois en Théologie (quinquennium), avoir soutenu deux examens de quatre heures chacun, l'un sur la Philosophie, l'autre sur la première partie de la Somme théologique de saint Thomas d'Aquin, qui comprend les traités de Dieu, des divins attributs de la Trinité et des anges. Ces deux examens doivent se faire à un mois l'un de l'autre, devant quatre docteurs de la faculté de Théologie, tirés au sort, avec droit de suffrage. Un seul mauvais billet ne laisse au candidat que la voie de l'examen public qu'il peut demander à la faculté. S'il se trouve deux suffrages défavorables, il est refusé sans retour.
Lorsque les examinateurs sont unanimement contents de sa capacité, il choisit un président à qui il fait signer ses thèses ; quand le syndic les a visées, et lui a donné jour, il doit les soutenir dans l'année à compter du jour de son second examen. Dans quelqu'une des écoles de la faculté, c'est-à-dire, des collèges ou des communautés qui sont de son corps, cette thèse roule sur les mêmes traités théologiques, qui ont servi de matière à ce second examen, on la nomme tentative. Le président, quatre bacheliers en licence, deux bacheliers amis, y disputent contre le répondant ; dix docteurs qu'on nomme censeurs y assistent avec droit de suffrage; les bacheliers de licence l'ont aussi, mais pour la forme, leurs voix n'étant comptées pour rien. Chaque censeur a deux billets, l'un qui porte sufficiens, l'autre incapax. Un seul suffrage contraire suffit pour être refusé. Si le candidat répond d'une manière satisfaisante, il va à l'assemblée du premier du mois, qu'on nomme prim mensis, se présenter à la faculté devant laquelle il prête serment. Ensuite le bedeau lui délivre ses lettres de baccalauréat, il peut se préparer à la licence ».
« On distingue dans la faculté de Théologie de Paris deux sortes de bacheliers : savoir bachelier du premier ordre, baccalaurei primi ordinis, ce sont ceux qui font leur cours de licence ; ceux du second ordre, baccalaurei secundi ordinis, c'est-à-dire les simples bacheliers qui aspirent à faire leur licence, ou qui demeurent simplement bacheliers. L'habit des uns et des autres est la soutane, le manteau long et la fourrure d'hermine doublée de soie noire ».
« Dans l'université de Paris, avant la fondation des chaires de Théologie, ceux qui avaient étudié six ans en Théologie, étaient admis à donner des cours, d'où ils étaient nommés baccalarii cursore : comme il y avait deux cours, le premier pour expliquer la bible pendant trois années consécutives ; le second, pour expliquer le maître des sentences (Pierre Lombard) pendant une année ; ceux qui faisaient leur cours de la bible étaient appelés baccalarii biblici ; ceux qui étaient arrivés aux Livres de sentences, baccalarii sententiarii. Ceux enfin qui avaient achevé l'un et l'autre étaient qualifiés baccalarii formati ou bacheliers formés ».
« La licence en théologie s'ouvre de deux ans en deux ans, et est précédée de deux examens pour chaque candidat sur la seconde et la troisième partie de la Somme théologique de saint Thomas d'Aquin, l'Écriture sainte, l'histoire ecclésiastique. Dans le cours de ces deux ans, chaque bachelier est obligé d'assister à toutes les thèses sous peine d'amende, d'y argumenter souvent, d'en soutenir trois, dont l'une se nomme mineure ordinaire : elle roule sur les sacrements, dure six heures. La seconde, qu'on appelle majeure ordinaire, dure dix heures ; sa matière est la religion, l'écriture - sainte, l'église, les conciles, divers points de critique de l'histoire ecclésiastique. La troisième, qu'on nomme sorbonique, parce qu'on la soutient toujours en Sorbonne, traite des péchés, des vertus, des lois, de l'incarnation, de la grâce ; elle dure depuis six heures du matin jusqu'à six du soir. Ceux qui ont soutenu ces trois actes et disputé aux thèses pendant ces deux années, pourvu qu'ils aient d'ailleurs les suffrages des docteurs préposés à l'examen de leurs mœurs et de leur capacité, sont licenciés, c'est-à-dire renvoyés du cours d'études, reçoivent la bénédiction apostolique du chancelier de l'église de Paris ».

### Doyens
- Jean Mulot[4]

## La faculté de théologie catholique de Paris de 1808 à 1885

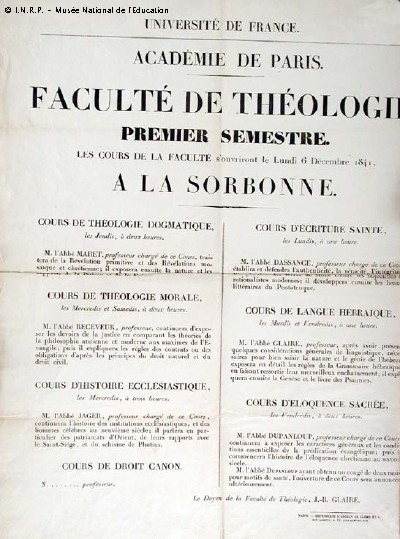
Affiche des cours de la faculté de théologie de Paris en 1841.

Une nouvelle faculté de théologie est créée en 1808, mais elle n'est pas reconnue par le Saint-Siège et la formation des clercs se fait presque exclusivement dans les séminaires. Elle est assez peu fréquentée et délivre peu de grades. Elle disparaît finalement en 1885.

### Doyens
- Henri-Louis-Charles Maret

### Chaires de la faculté
En 1859, on comptait 7 chaires :
- Dogme
- Morale évangélique
- Histoire et discipline ecclésiastiques
- Droit ecclésiastique
- Écriture sainte
- Langue hébraïque
- Éloquence sacrée :
  - 1808-1810 : Jacques Raillon